# Nigrișoara, Argeș
Nigrișoara este un sat în comuna Slobozia din județul Argeș, Muntenia, România.